# Матилда Баварска (1313 – 1346)
Матилда Баварска (на немски: Mathilde von Bayern, Mechthild von Bayern; * ок. 1310/1313; † 1346, Майсен) от род Вителсбахи, е чрез женитба маркграфиня на Майсен.

## Живот
Дъщеря е на император Лудвиг Баварски (* 1282, † 1347) и първата му съпруга Беартикс от Силезия-Глогау (* 1290, † 1322).
Матилда се омъжва през май 1328 г. в Нюрнберг за маркграф Фридрих II (1310 – 1349) от Майсен от род Ветини.
Умира през 1346 г. на 33-годишна възраст. Нейният гроб се намира, както и на съпруга ѝ, в манастир Алтцела близо до град Носен.

## Деца
Матилда и Фридрих II имат девет деца:
- Елизабет (* 22 ноември 1329, † 21 април 1375); омъжена за Фридрих V, бургграф на Нюрнберг (Хоенцолерни)
- Фридрих (* 1330, † 6 декември 1330)
- Фридрих III Строгия (* 14 декември 1332, † 21 май 1381), ландграф на Тюрингия и маркграф на Майсен
- Балтазар (* 21 декември 1336, † 18 май 1406), маркграф на Майсен и ландграф на Тюрингия
- Беатрис (* 1 септември 1339, † 25 юли 1399), монахиня във Вайсенфелс
- Лудвиг (* 25 февруари 1341, † 17 февруари 1382), епископ на Халберщат, епископ на Бамберг, архиепископ на Майнц и архиепископ на Магдебург
- Вилхелм I Еднооки (* 19 декември 1343, † 9 февруари 1407), маркграф на Майсен
- Анне (* 7 август 1345, Дрезден, † 22 март 1363), монахиня в Зойслиц
- Клара (* 7 август 1345, Дрезден)